# Secrétariat d'État à la Sécurité (Espagne)
Le secrétariat d'État à la Sécurité d'Espagne (en espagnol : Secretaría de Estado de Seguridad) est le secrétariat d'État chargé de la Sécurité.
Il relève du ministère de l'Intérieur.

## Missions

### Fonctions
Le secrétariat d'État à la Sécurité est responsable de la promotion des conditions de l'exercice des droits et libertés fondamentales ; du correct exercice des forces et corps de sécurité ; du contrôle des entreprises et du personnel de sécurité privé et de la sécurité publique des spectacles et activités récréatives ; de la direction et coordination policière internationale ; de l'approbation des plans et programmes d'infrastructures et du matériel de sécurité ; de la coordination de l'exercice des compétences des délégations et sous-délégations du gouvernement en matière de sécurité citoyenne.

### Organisation
Le secrétariat d’État s'organise de la manière suivante :
- Secrétariat d'État à la Sécurité (Secretaría de Estado de Seguridad) ;
  - Direction générale de la Police ;
    - Direction adjointe opérationnelle ;
      - Commissariat général de l'Information ;
      - Commissariat général de la Police judiciaire ;
      - Commissariat général de la Sécurité citoyenne ;
      - Commissariat général des Étrangers et des Frontières ;
      - Commissariat général de la Police scientifique ;

    - Sous-direction générale des Ressources humaines et de la Formation ;
      - Division du Personnel ;
      - Division de la Formation et du Perfectionnement ;

    - Sous-direction générale de la Logistique et de l'Innovation ;
      - Division économique et technique ;
      - Division de la documentation ;

    - Cabinet technique ;
    - Division de la Coopération internationale ;

  - Direction générale de la Garde civile ;
    - Direction adjointe opérationnelle ;
    - Commandement des Opérations ;
    - Commandement des Frontières et de la Police maritime ;
    - Commandement du Personnel ;
    - Commandement de Soutien ;
    - Cabinet technique ;

  - Direction générale des Relations internationales et des Étrangers ;
    - Sous-direction générale de la Coopération policière internationale ;
    - Sous-direction générale des Relations internationales, de l'Immigration et des Étrangers ;
    - Sous-direction générale des Affaires européennes ;

  - Direction générale de la Coordination et des Études ;
    - Inspection du Personnel et des Services de sécurité ;

  - Centre de renseignements contre le terrorisme et le crime organisé (CITCO) ;
  - Sous-direction générale de la Planification et de la Gestion des infrastructures et moyens de sécurité ;
  - Sous-direction générale des Systèmes d'information et Communications.

## Titulaires
| Titulaire                                    | Titulaire                      | Début      | Fin         | Parti |
| -------------------------------------------- | ------------------------------ | ---------- | ----------- | ----- |
|                                              | Rafael Vera Fernández-Huidobro | 27/10/1986 | 29/01/1994  | PSOE  |
| Secrétariat d'État à l'Intérieur (1994-1996) |                                |            |             |       |
|                                              | Ricardo Martí Fluxá            | 08/05/1996 | 06/05/2000  | PP    |
|                                              | Pedro Morenés                  | 06/05/2000 | 20/07/2002  | Sans  |
|                                              | Ignacio Astarloa               | 20/07/2002 | 20/04/2004  | PP    |
|                                              | Antonio Camacho                | 20/04/2004 | 16/07/2011  | Sans  |
|                                              | Justo Zambrana                 | 16/07/2011 | 31/12/2011  | PSOE  |
|                                              | Ignacio Ulloa Rubio            | 31/12/2011 | 12/01/2013  | PP    |
|                                              | Francisco Martínez Vázquez     | 12/01/2013 | 19/11/2016  | PP    |
|                                              | José Antonio Nieto             | 19/11/2016 | 19/06/2018  | PP    |
|                                              | Ana Botella Gómez              | 19/06/2018 | 18/01/2020  | PSOE  |
|                                              | Rafael Pérez Ruiz              | 18/01/2020 | 04/06/2025  | Sans  |
|                                              | Aina Calvo                     | 04/06/2025 | en fonction | PSOE  |